# Laze, Brežice
Laze este o localitate din comuna Brežice, Slovenia, cu o populație de 57 de locuitori.